# Buñuel - Nel labirinto delle tartarughe
Buñuel - Nel labirinto delle tartarughe (Buñuel en el laberinto de las tortugas) è un film d'animazione del 2018 diretto da Salvador Simó.
Il film basato sul romanzo grafico Buñuel en el laberinto de las tortugas di Fermín Solís ed è incentrato sulla vita del regista surrealista Luis Buñuel (1900-1983).

## Trama
Dopo le controversie suscitate per il suo primo lungometraggio L'âge d'or, il regista Luis Buñuel venne allontanato dall'industria cinematografica e per anni faticò a trovare nuovi lavori. Spinto dall'antropologo Maurice Legendre, Buñuel decide di realizzare un documentario su Las Hurdes, una delle zone più povere della Spagna. Grazie all'aiuto economico dell'amico Ramón Acín, frutto di una vincita alla lotteria, Buñuel si avventura un'impresa assai complicata e nel 1932 porta a termine Terra senza pane.

## Riconoscimenti
- 2019 - European Film Award[1]
  - Miglior film d'animazione
- 2019 - Satellite Award[2]
  - Candidatura per il miglior film d'animazione o a tecnica mista
- 2020 - Annie Award
  - Candidatura per il miglior film d'animazione indipendente
- 2020 - Premio Goya
  - Miglior film d'animazione
  - Candidatura per il miglior regista esordiente a Salvador Simó
  - Candidatura per la miglior sceneggiatura non originale a Eligio Montero e Salvador Simó
  - Candidatura per la miglior colonna sonora a Arturo Cardelús